# Лак-ки-Парл (округ)
Лак-ки-Парл (англ. Lac qui Parle County) — округ в штате Миннесота, США. Административный центр и крупнейший город — Мадисон. По переписи 2010 года в округе проживало 7259 человек. Площадь — 1981,4 км². Плотность населения составляет 3,7 чел./км².

## Географическое положение
Округ находится на западной границе штата Миннесота. Северная граница округа определяется рекой Миннесота. Через округ проходят два её притока Лак-ки-Парл и Йеллоу-Бэнк. Озёра округа: Кейс-лейк, Киблер, Лак-ки-Парл, Пегг, Солт-Лейк, Суансон, Тенмайл. Через округ проходят шоссе US 75, US 212, шоссе штата 40, 119 и 275.
Ближайшие округа Миннесоты: Биг-Стон (на севере), Суифт (на северо-востоке), Чиппева, Йеллоу-Медисин (на юге). Округа в Южной Дакоте: Дуэл (на юго-западе) и Грант (на северо-западе).

## История
Округ был основан 6 марта 1871 года. Название, которое на французском языке означает «озеро, которое говорит», было переведено с языка Сиу, на котором оно звучало как «Мде Йедан». Оно относилось к озеру на реке Миннесота, которое составляло около 16 км в длину с максимальной шириной в 1,6 км и максимальной глубиной 3,7 метра. Вероятно, что такое название было дано из-за эха над озером, которое появлялось от прибрежных утёсов.

## Население
В 2010 году на территории округа проживало 7259 человек (из них 50,0 % мужчин и 50,0 % женщин), насчитывалось 3155 домашних хозяйства и 2078 семьи. Расовый состав: белые — 97,6 %, афроамериканцы — 0,2 %, коренные американцы — 0,2 %, азиаты — 0,4 и представители двух и более рас — 0,8 %. Согласно переписи 2014 года в округе проживал 6891 человек, из них 41,7 % имели немецкое происхождение, 40,7 % норвежское, 6,1 % шведское.
Население округа по возрастному диапазону распределилось следующим образом: 21,1 % — жители младше 18 лет, 55,1 % — от 18 до 65 лет и 23,8 % — в возрасте 65 лет и старше. Средний возраст населения — 48,9 лет. На каждые 100 женщин в округе приходилось 100 мужчин, при этом на 100 совершеннолетних женщин приходилось уже 98,4 мужчин сопоставимого возраста.
Из 3155 домашних хозяйств 56,3 % представляли собой совместно проживающие супружеские пары (17,4 % с детьми младше 18 лет), в 5,9 % семей женщины проживали без мужей, в 3,7 % семей мужчины проживали без жён, 34,1 % не имели семьи. В среднем домашнее хозяйство ведут 2,25 человек, а средний размер семьи — 2,78 человека.
В 2014 году из 5835 трудоспособных жителей старше 16 лет имели работу 3611 человек. При этом мужчины имели медианный доход в 44 208 долларов США в год против 33 102 долларов среднегодового дохода у женщин. В 2014 году медианный доход на семью оценивался в 61 500 $, на домашнее хозяйство — в 48 426 $. Доход на душу населения — 28 913 $. 4,7 % от всего числа семей в Лак-ки-Парл и 8,3 % от всей численности населения находилось на момент переписи за чертой бедности.
Динамика численности населения:
|  |

Согласно исследованиям Висконсинского университета на 2015 год округ Лак-ки-Парл занимал первое место среди округов штата по качеству жизни, 79-е по продолжительности жизни.